# Nikl-kadmiový akumulátor
Nikl-kadmiový akumulátor, zkráceně NiCd, je druh galvanického článku. Vyrábí se jednak se zaplavenými elektrodami a kapalným elektrolytem (velké staniční baterie) a jednak jako hermetizovaný (akumulátory do přístrojů jako jsou akumulátorové vrtačky).
Mezi jeho výhody patří, že mu nevadí skladování ve vybitém stavu a s tím související odolnost vůči hlubokému vybití. Další výhodou je schopnost dodávat vysoké proudy, pročež byl oblíbený mezi modeláři. Určitou nevýhodou ve srovnání s NiMH a Li-ion akumulátory je jeho relativně nižší měrná kapacita. Problematickým rysem tohoto akumulátoru je jedovatost kadmia, z něhož se skládá záporná elektroda a tedy nezbytnost sběru opotřebovaných NiCd akumulátorů (stejně jako v případě Pb akumulátorů). Svými vlastnostmi se jinak podobá novějšímu NiMH akumulátoru. Jmenovité napětí jednoho článku je 1,2 V. V plně nabitém stavu dosahuje napětí k 1,35 V a vybitý článek má 0,8-1,0 V.

## Skladování
Články se skladují nejlépe ve vybitém stavu, při teplotě +5 až +25 °C. Před použitím po dlouhodobém uskladnění je nutno provést 2 až 3 nabíjecí cykly, aby se aktivní hmoty uvedly do plného provozu. Vzhledem k samovybíjení je lepší články, které často nepoužíváme (např. v elektrickém ručním nářadí..) nabíjet až těsně před použitím. Chceme-li akumulátor použít ihned po dlouhé době skladování, je dobré akumulátor nechat zapojený na tzv. udržovacím proudu - článek je neustále nabíjen nízkým proudem s udržovaným napětím (nabíjení cca 0,01 - 0,05 C při 1,35V - 1,4V/článek).

## Nabíjení
Vzhledem k výraznému paměťovému efektu je pro uchování kapacity potřeba článek nejprve vybít a až poté nabít, což umožňují automatizované NiCd nabíječky. Články se obvykle nabíjí proudem 0,1 až 0,2 C (udané kapacity) - násobku hodinové kapacity akumulátoru tzn 0,1-0,2 A pro akumulátor o kapacitě 1 Ah (1000 mAh). Do článků je nutno dodat 120 až 140 % jejich kapacity (pokud jsou plně vybité, max 1) pro kompenzaci neefektivnosti nabíjení.

### Trvalé nabíjení
Používá se nabíjení charakteristikou IU, kdy se nabíjí 0,1-0,2 C do vzestupu napětí na 1,43 V/článek a dále se pokračuje nabíjení konstantním napětím 1,43 V/článek. Konkrétní hodnoty napětí a proudů uvádí výrobce.

### Rychlonabíjení
Podle konstrukce se používá proudů 0,3 C až 2 C, přičemž teplota nesmí přesáhnout +45 °C a napětí 1,6 V/článek.

### Automatické ukončení nabíjení
Ke konci nabíjení dochází k prudkému krátkodobému zvýšení proudu a následně snížení napětí akumulátoru. Současně se začíná článek zahřívat.
Obou dvou stavů se může využívat pro automatické odpojení nabíječe.

## Elektrochemická reakce
V nabitém stavu je aktivní hmota kladné elektrody z oxid-hydroxidu niklitého - NiO(OH) - a záporná elektroda je tvořena kadmiem (Cd). Elektrolyt je zásaditý; obvykle je to vodný roztok hydroxidu draselného (KOH).
Rovnice vybíjení:
Cd + 2 NiO(OH) + 2 H2O → Cd(OH)2 + 2 Ni(OH)2
- na záporné elektrodě

Cd + 2 OH− → Cd(OH)2 + 2 e−
- na kladné elektrodě

2 NiO(OH) + 2 H2O + 2 e− → 2 Ni(OH)2 + 2 OH−
Při nabíjení probíhají uvedené reakce opačným směrem.

## Srovnání s olověnými akumulátory
Srovnání se týká se hlavně velkých, neuzavřených akumulátorů s volně zaplavenými elektrodami kapalným elektrolytem.

### Nevýhody
- Dražší
- Nižší napětí článků, zároveň velký rozdíl mezi nabíjecím napětím a konečným vybíjecím napětím
- Nelze zjišťovat stupeň nabití měřením hustoty elektrolytu
- Při provozu dochází k znehodnocování elektrolytu (KOH) působením vzdušného CO2 za vzniku uhličitanu draselného, který snižuje kapacitu a zvyšuje vnitřní odpor článku (pouze u otevřených článků).
- Samovybíjení. Poněkud rychlejší ztráta kapacity.
- Paměťový efekt –⁠ před nabitím je potřeba akumulátor nejprve vybít na jeho minimální hodnotu.

### Výhody
- Odolnější proti přebíjení a podvybití.
- Vysoké výkony a proudy
- Delší životnost, robustnější.
- Možnost nabíjet vyššími proudy
- Mohou být skladovány vybité.
- Pracují dobře i za nízkých teplot (při vybití olověného akumulátoru poklesne hustota kyseliny a může dojít k zamrznutí a poškození)
- Elektrolyt nepůsobí tak korozivně, jako kyselina sírová v olověných akumulátorech, protože aerosol KOH reaguje se vzdušným CO2 na uhličitan.